# 이언 플레밍
이안 랭커스터 플레밍(영어: Ian Lancaster Fleming, 1908년 5월 28일 ~ 1964년 8월 12일)은 영국의 작가이자 기자이다. 전 세계적으로 1억부 이상 팔린 제임스 본드 시리즈로 유명하다.

## 생애
1908년 5월 28일 영국 런던 메이페어(Mayfair)의 귀족 가문에서 태어났다. 영국의 명문 고등학교인 이튼 학교와 샌드허스트 왕립군사학교를 다녔지만 여자 문제로 모두 중퇴했다. 외무 고시에 낙방한 뒤 모스크바 주재 로이터 통신 기자로 일했으며, 후에 주식 중개인으로도 활동하였다.
제2차 세계 대전 당시 플레밍은 영국 해군의 정보부에서 일했고 위험한 임무를 수행하는 특공대를 파견 관리하는 업무를 담당했다. 플레밍은 해군 정보부에 재직 당시, 해군이었던 패트릭 댈즐 조브로부터 제임스 본드 인물에 관한 아이디어를 얻었다. 1952년부터 첩보원 제임스 본드의 인물상을 만들고 책을 저술하기 시작했다. 전쟁이 끝난 후 플레밍은 〈선데이 타임스〉의 외신부장이 되었고, 1년 중 두 달을 자메이카에서 보낼 수 있게 되었다. 플레밍은 자메이카에 있는 자신의 별장 '골든아이'에서 1953년 첫 제임스 본드를 주인공으로 한 소설 《카지노 로얄》을 시작으로 12편의 제임스 본드 시리즈 소설과 2편의 단편 모음집을 썼다. 《카지노 로얄》은 한 달만에 초판이 매진되는 성공을 거두었다.
플레밍은 자신의 작품 속 제임스 본드와 마찬가지로 술과 여자를 좋아했고 하루 80개비의 담배를 피우는 애연가였다. 하지만, 여자, 술, 담배를 가까이한 행동 탓인지 이안 플레밍의 후손들은 자신의 조상의 행동과 소설에 비판적인 경향을 보인다.

## 작품 목록
1952년에 최초로 첩보원 제임스 본드를 창조한 후, 세상을 뜰 때인 1964년까지 14권의 007 소설을 펴냈다. 이 소설들을 원작으로 지금까지 24편의 007영화가 제작되었다. 원작에서의 제임스 본드의 성격은 무겁고 진지해서 영화 속의 이미지와는 차이가 많다. 1964년에는 동화 《치티치티뱅뱅》을 발표하였다. 이 작품 또한 영화와 뮤지컬로 제작되었다.

### 제임스 본드 시리즈 소설
다음은 이안 플레밍이 쓴 제임스 본드를 주인공으로 한 소설이다.
| 날짜 순 | 제목                           | 원어제목                           |
| ------- | ------------------------------ | ---------------------------------- |
| 1953년  | 《카지노 로얄》                | Casino Royale                      |
| 1954년  | 《죽느냐 사느냐》              | Live and Let Die                   |
| 1955년  | 《문레이커》                   | Moonraker                          |
| 1956년  | 《다이아몬드는 영원히》        | Diamonds Are Forever               |
| 1957년  | 《위기일발》                   | From Russia, with Love             |
| 1958년  | 《살인번호》                   | Dr. No                             |
| 1959년  | 《골드핑거》                   | Goldfinger                         |
| 1960년  | 《포 유어 아이즈 온리》        | For Your Eyes Only                 |
| 1961년  | 《썬더볼》                     | Thunderball                        |
| 1962년  | 《나를 사랑한 스파이》         | The Spy Who Loved Me               |
| 1963년  | 《여왕 폐하 대작전》           | On Her Majesty's Secret Service    |
| 1964년  | 《두 번 산다》                 | You Only Live Twice                |
| 1965년  | 《황금총을 가진 사나이》       | The Man with the Golden Gun        |
| 1966년  | 《옥토퍼시와 리빙 데이라이트》 | Octopussy and The Living Daylights |

## 같이 보기
- 제임스 본드
- 알소스 미션(영어판)
- 베르너 폰 브라운
- 넘버 30 코만도(영어판)
- 맨해튼 프로젝트